# 生死即涅槃
生死即涅槃（しょうじ そく ねはん）は、大乗仏教の概念の一つ。煩悩即菩提と対で語られる場合が多い。

## 概要
大乗仏教における空の観念から派生した概念である。生死即涅槃の即とはイコールと捉えられやすいが微妙にやや異なる。この場合の「即」とは、和融・不離・不二を意味する。
迷界（迷いの世界）にいる衆生から見ると、生死（生死＝迷い）と涅槃には隔たりがある。しかしそれは煩悩に執着（しゅうじゃく）して迷っているからそのように思うだけで、悟界（覚りの世界）にいる仏の智慧の眼から見れば、この色（しき、物質世界）は不生不滅であり不増不減である。したがって、いまだ煩悩の海に泳いでいる衆生の生死そのものが別に厭うべきものではなく、また反対に涅槃を求める必要もない。
言いかえれば、生死を離れて涅槃はなく、涅槃を離れて生死もない。つまり煩悩即菩提と同じく、生死も涅槃もどちらも差別の相がなく、どちらも相即（あいそく）して対として成り立っている。したがってこれを而二不二（ににふに）といい、二つであってしかも二つではないとする。これは維摩経に示される不二法門の一つでもある。